# Lukas Sinkiewicz
Lukas Sinkiewicz (Tychy, 9 de outubro de 1985) é um ex-futebolista alemão nascido na Polônia.
Seu nome de batismo é Łukasz, curiosamente como Lukas Podolski, que fora seu colega no Colônia.